# The Rolling Stones European Tour 1982
European Tour 1982 bylo koncertní turné britské rockové skupiny The Rolling Stones, které propagovalo album Tattoo You. Konalo se výhradně na stadionech po Evropě, vyjma jednoho koncertu ve Frankfurtu. Jednalo se o pokračování velmi úspěšného amerického turné z roku 1981, které organizoval Bill Graham. Závěrečný koncert v Leedsu, byl zároveň posledním koncertem Stones na dlouhých sedm let. Odhaduje se, že turné viděly necelé 2 miliony diváků, ve své době se tak jednalo o vůbec nejnavštěvovanější evropské turné.

## Historie

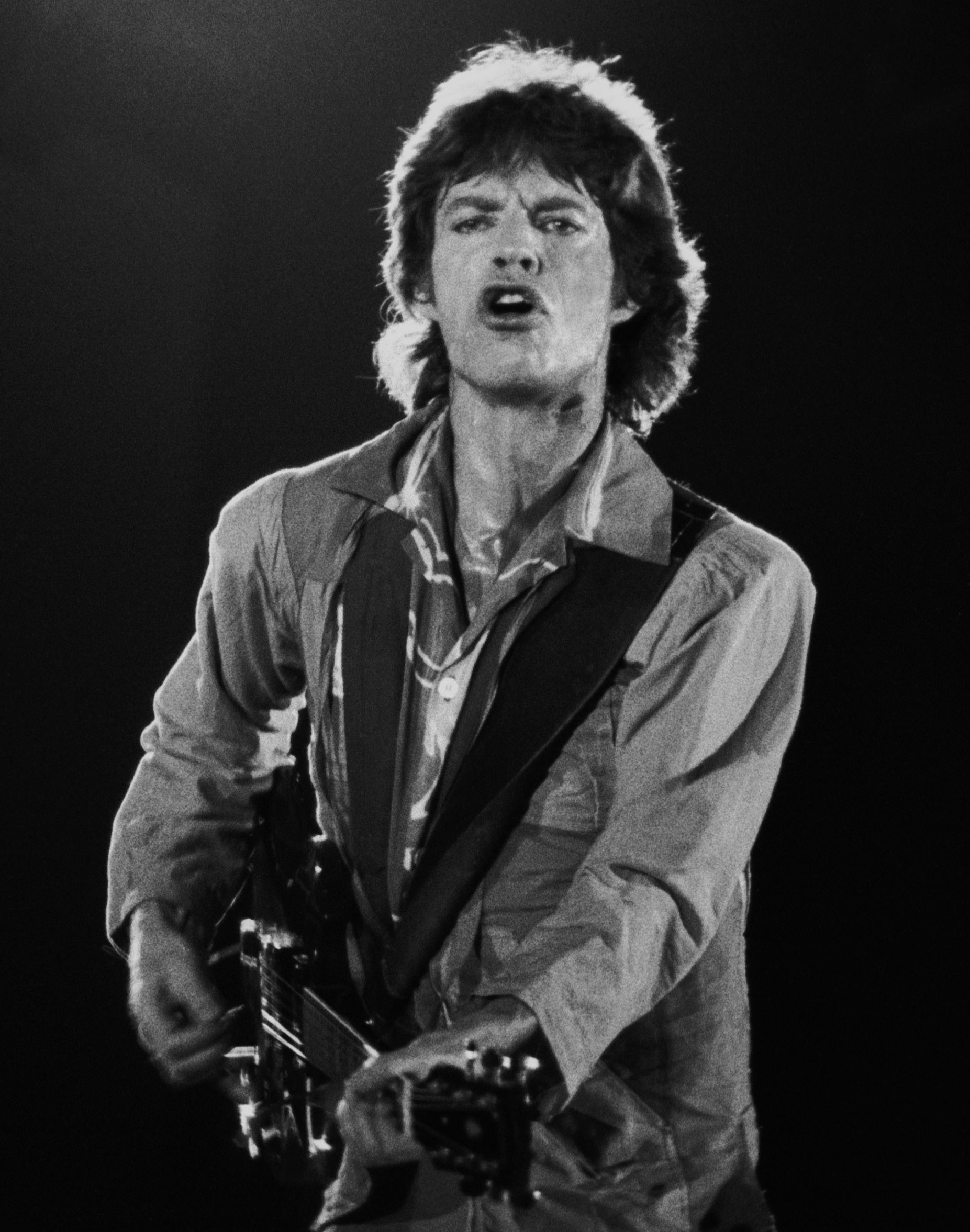
Mick Jagger během koncertu v Turíně.

Ve dnech 28.–30. dubna 1982 uspořádal zpěvák Mick Jagger tiskové konference v Londýně, Paříži, Mnichově a ve Vídni, kde oznámil konání evropského turné. Promotérem turné byl opět Bill Graham. Největší změnou byl odchod klávesisty Iana McLagana a jeho nahrazení Chuckem Leavellem, který se skupinou hrál rok předtím v Atlantě. Dechovou sekci tvořili saxofonisté Gene Barge a Bobby Keys, který se skupinou po letech mohl opět plně spolupracovat.
Kapela zkoušela v londýnských filmových studiích Shepperton od 7. do 24. května 1982. Poté provedla několik zahřívacích koncertů v divadelních sálech v Aberdeenu, Glasgow a v Edinburghu. Poslední zahřívací koncert se konal v londýnském klubu 100, kde skupina vystoupila pod přezdívkou Diz and the Doormen.
Skupina na turné vyrazila takřka se stejným koncertním repertoárem, jako při americkém turné v roce 1981. Do repertoáru přibyly jen skladby "Chantilly Lace" od Big Boopera a balada "Angie". Stejné bylo i pódium, které vycházelo z původních maleb japonského malíře Kazuhida Yamazakiho. O rozměrech 68 x 46 metrů, se ve své době jednalo o největší pódium, jaké kdy pro koncertní účely vzniklo. Od doby, kdy Stones hráli naposledy v Evropě, uplynulo šest let a poptávka tomu odpovídala, ve srovnání s turné v roce 1976 bylo publikum trojnásobně početnější.
8. června 1982 Stones vystoupili v berlínském amfiteátru Waldbühne, v publiku byl i kytarista skupiny Nena Carlo Karges. Toho zaujaly tisíce vzlétajících balónků, které směřovaly k Berlínské zdi a pozvolna měnily tvar. V jednu chvíli se mu zdálo, že vypadají jako obrovská vesmírná loď. Napadlo jej, že by bylo zábavné, kdyby si generálové na obou stranách rozděleného světa spletli s UFO a vyslali proti nim své letecké síly. Právě tato událost se stala motivem pro sepsání protiválečné písně "99 Luftballons".
Na sklonku června 1982 Stones provedli vůbec první koncerty na stadionu Wembley v Londýně, kam přilákali více než 140 000 diváků. Mezi pozvanými hosty byli kromě rodinných příslušníků členů kapely, např. bubeník Ringo Starr, tenista John McEnroe, herec Michael Caine nebo baskytarista John Entwistle z The Who. Zvukový záznam koncertu z 25. června 1982 vyšel v roce 2021 jako součást reedice alba Tattoo You, která vyšla u příležitosti 40. výročí od původního vydání.
V některých zemích Stones několik let nehráli. Do Irska, kam přijali pozvání na festival Slane Castle, přijeli poprvé od roku 1965. V Itálii nehráli od roku 1970.
Závěrečný koncert v parku Rhounday v Leedsu, který se konal v předvečer Jaggerových 39. narozenin, byl zároveň posledním koncertem skupiny pro příštích sedm let. Bylo to rovněž poslední vystoupení s pianistou Ianem Stewartem, který v roce 1986 předčasně zemřel. Záznam koncertu později vyšel pod názvem Live at Leeds (Live 1982) na různých formátech v rámci edice From the Vault.

## Setlist
1. "Take the 'A' Train"[pozn. 1] (Intro) (nahrávka Duke Ellingtona a jeho orchestru)
2. "Under My Thumb"
3. "When the Whip Comes Down"
4. "Let's Spend the Night Together"
5. "Shattered"
6. "Neighbours"
7. "Black Limousine"
8. "Just My Imagination (Running Away With Me)" (cover od The Temptations)
9. "Twenty Flight Rock" (cover od Eddieho Cochrana)
10. "Going to a Go-Go" (cover od The Miracles)
11. "Chantilly Lace" (cover od Big Boppera)
12. "Let Me Go"
13. "Time Is on My Side" (cover od Kai Windinga a jeho orchestru)
14. "Beast of Burden"
15. "Let It Bleed"
16. "You Can't Always Get What You Want"
17. "Little T&A"
18. "Tumbling Dice"
19. "She's So Cold"
20. "Hang Fire"
21. "Miss You"
22. "Start Me Up"
23. "Honky Tonk Women"
24. "Brown Sugar"
25. "Jumpin' Jack Flash"
26. "(I Can't Get No) Satisfaction" (přídavek)
27. "Slavnostní předehra 1812"[pozn. 2] (Outro) (Petr Iljič Čajkovskij)

V červenci 1982 byly skladby "Chantilly Lace" a "Let It Bleed" ze setlistu vyřazeny, do setlistu naopak přibyla balada "Angie".

## Sestava
The Rolling Stones
- Mick Jagger – zpěv, kytara
- Keith Richards – kytara, zpěv
- Ronnie Wood – kytara, doprovodné vokály
- Bill Wyman – baskytara
- Charlie Watts – bicí

Ostatní hudebníci
- Ian Stewart – klavír
- Chuck Leavell – klávesy, doprovodné vokály
- Bobby Keys – tenorsaxofon
- Gene Barge – altsaxofon

## Seznam koncertů
| Datum                                                                        | Město                                                                        | Stát                                                                         | Místo                                                                        | Počet diváků                                                                 | Předkapela                                                                   |
| Zahřívací koncerty (při posledním koncertu uvedeni jako Diz and the Doormen) | Zahřívací koncerty (při posledním koncertu uvedeni jako Diz and the Doormen) | Zahřívací koncerty (při posledním koncertu uvedeni jako Diz and the Doormen) | Zahřívací koncerty (při posledním koncertu uvedeni jako Diz and the Doormen) | Zahřívací koncerty (při posledním koncertu uvedeni jako Diz and the Doormen) | Zahřívací koncerty (při posledním koncertu uvedeni jako Diz and the Doormen) |
| ---------------------------------------------------------------------------- | ---------------------------------------------------------------------------- | ---------------------------------------------------------------------------- | ---------------------------------------------------------------------------- | ---------------------------------------------------------------------------- | ---------------------------------------------------------------------------- |
| 26. května 1982                                                              | Aberdeen                                                                     | Skotsko                                                                      | Capitol Theatre                                                              | ―                                                                            | TV21                                                                         |
| 27. května 1982                                                              | Glasgow                                                                      | Skotsko                                                                      | Apollo Theatre                                                               | ―                                                                            | TV21                                                                         |
| 28. května 1982                                                              | Edinburgh                                                                    | Skotsko                                                                      | Edinburgh Playhouse                                                          | ―                                                                            | TV21                                                                         |
| 31. května 1982                                                              | Londýn                                                                       | Anglie                                                                       | 100 Club                                                                     | ―                                                                            | ―                                                                            |
| Evropa                                                                       |                                                                              |                                                                              |                                                                              |                                                                              |                                                                              |
| 2. června 1982                                                               | Rotterdam                                                                    | Nizozemsko                                                                   | Feijenoord Stadion                                                           | 40,000                                                                       | The J. Geils Band, George Thorogood and the Destroyers                       |
| 4. června 1982                                                               | Rotterdam                                                                    | Nizozemsko                                                                   | Feijenoord Stadion                                                           | 40,000                                                                       | The J. Geils Band, George Thorogood and the Destroyers                       |
| 5. června 1982                                                               | Rotterdam                                                                    | Nizozemsko                                                                   | Feijenoord Stadion                                                           | 40,000                                                                       | The J. Geils Band, George Thorogood and the Destroyers                       |
| 6. června 1982                                                               | Hannover                                                                     | Německo                                                                      | Niedersachsenstadion                                                         | ―                                                                            | The J. Geils Band, Peter Maffay                                              |
| 7. června 1982                                                               | Hannover                                                                     | Německo                                                                      | Niedersachsenstadion                                                         | ―                                                                            | The J. Geils Band, Peter Maffay                                              |
| 8. června 1982                                                               | Berlín                                                                       | Německo                                                                      | Waldbühne                                                                    | ―                                                                            | The J. Geils Band, Peter Maffay                                              |
| 10. června 1982                                                              | Mnichov                                                                      | Německo                                                                      | Olympiastadion                                                               | 80,000                                                                       | The J. Geils Band, Peter Maffay                                              |
| 11. června 1982                                                              | Mnichov                                                                      | Německo                                                                      | Olympiastadion                                                               | 80,000                                                                       | The J. Geils Band, Peter Maffay                                              |
| 13. června 1982                                                              | Paříž                                                                        | Francie                                                                      | Hipodrom Auteuil                                                             | 70,000                                                                       | The J. Geils Band, Téléphone, George Thorogood and the Destroyers            |
| 14. června 1982                                                              | Paříž                                                                        | Francie                                                                      | Hipodrom Auteuil                                                             | ―                                                                            | The J. Geils Band, Téléphone, George Thorogood and the Destroyers            |
| 16. června 1982                                                              | Lyon                                                                         | Francie                                                                      | Stade Gerland                                                                | ―                                                                            | Téléphone                                                                    |
| 19. června 1982                                                              | Göteborg                                                                     | Švédsko                                                                      | Stadion Ullevi                                                               | ―                                                                            | The J. Geils Band, Kim Larsen & Jungle Dreams, Tomas Ledin                   |
| 20. června 1982                                                              | Göteborg                                                                     | Švédsko                                                                      | Stadion Ullevi                                                               | ―                                                                            | The J. Geils Band, Kim Larsen & Jungle Dreams, Tomas Ledin                   |
| 23. června 1982                                                              | Newcastle                                                                    | Anglie                                                                       | St James' Park                                                               | 38,000                                                                       | The J. Geils Band, George Thorogood and the Destroyers                       |
| 25. června 1982                                                              | Londýn                                                                       | Anglie                                                                       | Wembley Stadium                                                              | 140,000                                                                      | The J. Geils Band, Black Uhuru, Third World                                  |
| 26. června 1982                                                              | Londýn                                                                       | Anglie                                                                       | Wembley Stadium                                                              | 140,000                                                                      | The J. Geils Band, Black Uhuru, Third World                                  |
| 27. června 1982                                                              | Bristol                                                                      | Anglie                                                                       | Ashton Gate Stadium                                                          | ―                                                                            | The J. Geils Band, Talisman                                                  |
| 29. června 1982                                                              | Frankfurt                                                                    | Německo                                                                      | Festhalle                                                                    | ―                                                                            | The J. Geils Band, Peter Maffay                                              |
| 30. června 1982                                                              | Frankfurt                                                                    | Německo                                                                      | Festhalle                                                                    | ―                                                                            | The J. Geils Band, Peter Maffay                                              |
| 1. července 1982                                                             | Frankfurt                                                                    | Německo                                                                      | Festhalle                                                                    | ―                                                                            | The J. Geils Band, Peter Maffay                                              |
| 3. července 1982                                                             | Vídeň                                                                        | Rakousko                                                                     | Praterstadion                                                                | ―                                                                            | The J. Geils Band                                                            |
| 4. července 1982                                                             | Kolín nad Rýnem                                                              | Německo                                                                      | Stadion Müngersdorfer                                                        | ―                                                                            | The J. Geils Band, Peter Maffay, BAP                                         |
| 5. července 1982                                                             | Kolín nad Rýnem                                                              | Německo                                                                      | Stadion Müngersdorfer                                                        | ―                                                                            | The J. Geils Band, Peter Maffay, BAP                                         |
| 7. července 1982                                                             | Madrid                                                                       | Španělsko                                                                    | Estadio Vicente Calderón                                                     | ―                                                                            | The J. Geils Band                                                            |
| 9. července 1982                                                             | Madrid                                                                       | Španělsko                                                                    | Estadio Vicente Calderón                                                     | ―                                                                            | The J. Geils Band                                                            |
| 11. července 1982                                                            | Turín                                                                        | Itálie                                                                       | Stadio Comunale                                                              | 60,000                                                                       | The J. Geils Band                                                            |
| 12. července 1982                                                            | Turín                                                                        | Itálie                                                                       | Stadio Comunale                                                              | ―                                                                            | The J. Geils Band                                                            |
| 15. července 1982                                                            | Basilej                                                                      | Švýcarsko                                                                    | Stadion St. Jakob                                                            | 55,000                                                                       | The J. Geils Band                                                            |
| 17. července 1982                                                            | Neapol                                                                       | Itálie                                                                       | Stadio San Paolo                                                             | ―                                                                            | The J. Geils Band                                                            |
| 20. července 1982                                                            | Nice                                                                         | Francie                                                                      | Parc des Sports de l'Ouest                                                   | ―                                                                            | The J. Geils Band                                                            |
| 24. července 1982                                                            | Slane                                                                        | Irsko                                                                        | Slane Castle Festival                                                        | 100,000                                                                      | The J. Geils Band, The Chieftans, George Thorogood and the Destroyers        |
| 25. července 1982                                                            | Leeds                                                                        | Anglie                                                                       | Roundhay Park                                                                | 120,000                                                                      | The J. Geils Band, George Thorogood and the Destroyers, Joe Jackson          |